# فال راموس
فال راموس (بالإنجليزية: Val Ramos)‏ هو موسيقي أمريكي، ولد في 27 مارس 1958 في نيويورك في الولايات المتحدة.